# Hesketh V1000
La Hesketh V1000 è una motocicletta bicilindrica a V da 992 cm³ di cilindrata, con distribuzione a camme in testa a 4 valvole per cilindro. È stata originariamente progettata e costruita dalla Hesketh Moto a Daventry, Northamptonshire. Le vendite si sono dimostrate al di sotto delle aspettative, visti i costi della moto e i problemi di affidabilità; la potenza assoluta (86 CV su un peso di 244 kg) non era al top ma non era distante dalle quattro cilindri giapponesi di pari cilindrata dell'epoca, che si aggiravano sui 90 CV per 250 kg e oltre.
Circa 150 moto V1000 sono state prodotte prima che la società venisse liquidata nel 1982. Da allora, Mick Broom ha continuato lo sviluppo e la produzione. Nel 2010 le attività sono state rilevate da imprenditore Paul Sleeman, che ha resuscitato il marchio con una rinnovata produzione limitata.

## Progetto e sviluppo

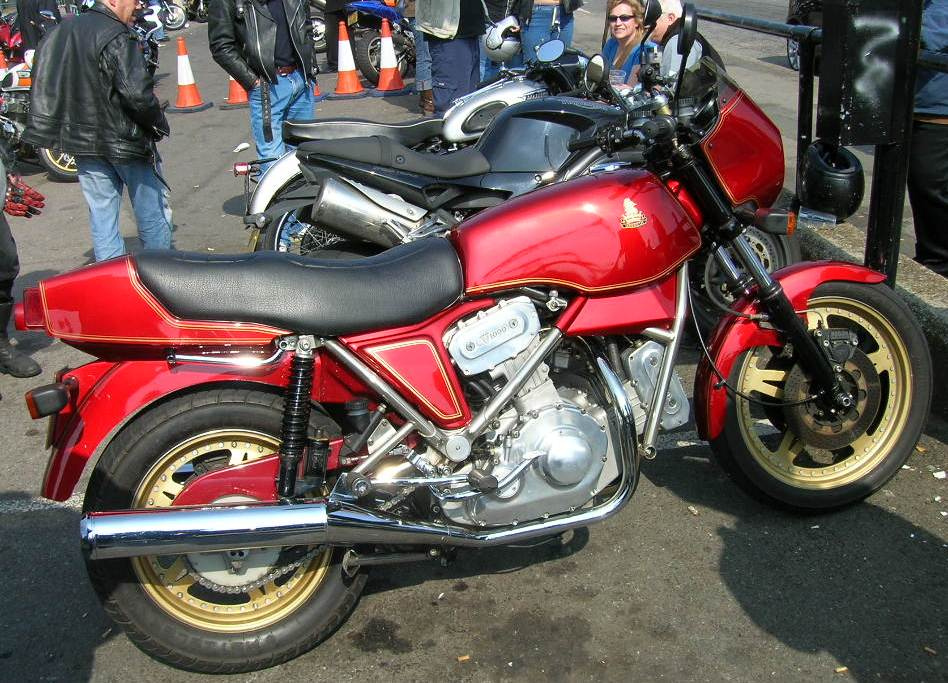
Una V1000 in colorazione rossa (unica tinta disponibile, insieme al nero)

Lord Alexander Hesketh, già patron della omonima scuderia di Formula 1, impostò nel 1978 la costruzione di una maximoto destinata ad un pubblico esclusivo, che risollevasse le sorti dell'industria britannica, che in quegli anni stava collassando. Per la sua realizzazione lord Hesketh riprese alcuni legami con il passato, come il motore bicilindrico a V (stessa architettura usata da due celebri Case inglesi, Brough Superior e Vincent HRD), il cui progetto fu affidato alla Weslake.
Progettata da John Mockett (già autore delle Kawasaki LTD custom, e in seguito progettista delle Triumph TSX 750 e Rocket III), la Hesketh V1000 era stata concepita come la sportiva di lusso che avrebbe potuto salvare l'industria motociclistica britannica. Il motore è stato sviluppato appositamente come un raffreddato ad aria, con 95 mm di alesaggio e 70 mm di corsa, per una cilindrata di 992 cm³, con un albero motore ricavato dal pieno, camicie in alluminio pressofuso in cilindri di ferro e testata in lega, distribuzione a quattro valvole per cilindro e due alberi a camme in testa: la potenza dichiarata era di 86 CV a 6.500 giri/min. Il V1000 era alimentato da due carburatori Dell'Orto, con alternatore e motorino di avviamento di produzione Lucas. Il cambio era lubrificato a carter semi-umido e la scatola era a cinque rapporti. La trasmissione finale era a catena a rulli sigillati. La sospensione anteriore era costituita da una forcella regolabile in lega di alluminio mentre la posteriore era una doppio ammortizzatore Marzocchi. I freni erano due dischi anteriori e uno singolo posteriore Brembo. La trasmissione finale era collegata al perno del braccio oscillante, in modo da mantenere la tensione della catena costante, indipendentemente dal movimento del braccio. I cerchi in lega, in acciaio anodizzato oro o nero, erano ricavati da due blocchi in lega stampati, rivettati insieme. Il telaio era disponibile sia verniciato nero che nichelato.
Il primo prototipo fu pronto nella primavera 1980 ed evidenziò subito grossi problemi al cambio, i cui innesti erano rumorosi ed imprecisi; inoltre perdeva olio, le marce saltavano ed era anche fragile. Ciononostante nell'aprile 1980 la moto fu presentata alla stampa, e la produzione iniziò nel 1981 in uno stabilimento costruito allo scopo a Daventry, la cui costruzione era costata una notevole cifra.
I primi esemplari mostrarono subito problemi al cambio e alla distribuzione, a causa dell'errata configurazione dei passaggi dell'olio nella testa: ciò portò lord Hesketh a far richiamare in fabbrica tutte le moto vendute, causando gravi perdite d'immagine e di denaro. Dopo un centinaio d'esemplari costruiti la fabbrica chiuse nel 1981.

### Critica
Una recensione di Motor Cycle News del 2006 diceva:  "La gente vede la Hesketh V1000 come una versione anni '80 del bicilindrico Vincent, e il motore è di una semplicità classica, con appena 86 CV erogati a 6.500 giri al minuto. Se si comprende che si sta acquistando un pezzo artigianale, relativamente tranquillo, un classico della motociclistica britannica, non si rischia di essere delusi dalle prestazioni della Hesketh V1000."

## La Hesleydon Ltd e la Vampire

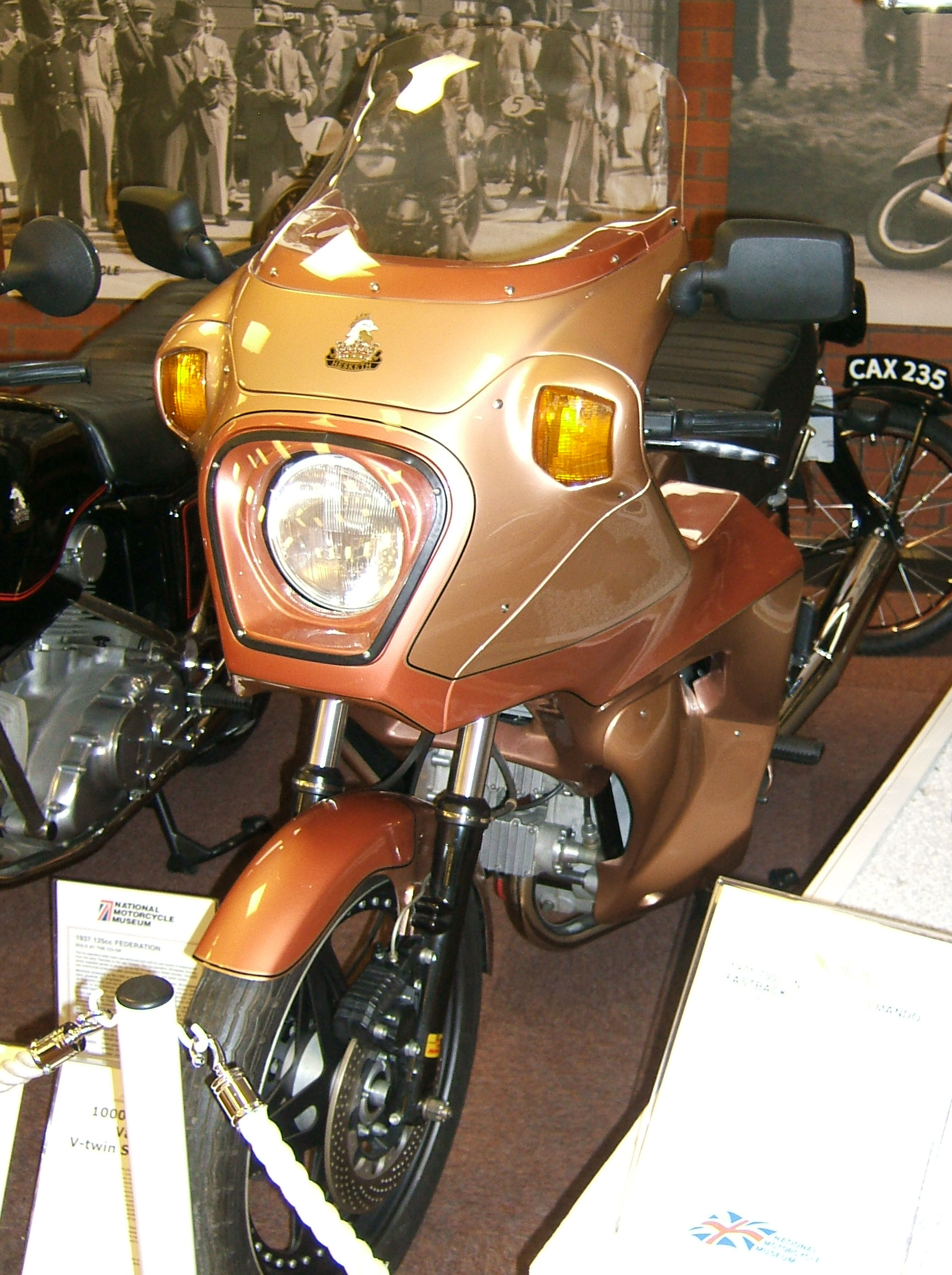
Hesketh Vampire Tourer

Dopo la chiusura della Hesketh Motorcycles, lord Hesketh costituì nel 1982 una nuova società, la Hesleydon Ltd, per riprendere la fabbricazione della V1000, cui si affiancava una nuova versione dotata di carenatura completa per il gran turismo. Questo modello, battezzato V1000 Vampire e disegnato come il precedente da John Mockett, è stato definito dalla critica come "pesante e alto", e non ebbe successo. Con i conti in rosso, lord Hesketh propose nel 1983 alla Triumph di produrre la V1000 negli stabilimenti di Meriden, ma il tentativo non ebbe successo a causa della chiusura della Casa britannica; poco dopo anche la Hesleydon Ltd dichiarò fallimento. Sono state prodotte 200 V1000 e una cinquantina di Vampire.

## Dopo il fallimento
Mick Broom, il collaudatore e ingegnere della Hesketh, fondò la Broom Engineering Development nel 1984, rilevando i macchinari, le catene di montaggio e il magazzino ricambi. La società ha continuato a migliorare il motore e il telaio della V1000 e ad aggiornare le moto precedenti con le ultime specifiche (accensione elettronica, radiatore dell'olio aggiuntivo al cilindro posteriore e cambio rifatto). L'azienda ha prodotto annualmente circa una dozzina di moto V1000 EN10, un V1000 aggiornato con un radiatore di raffreddamento a olio per il raffreddamento del cilindro posteriore. Una cinquantina di Hesketh Vampire sono state costruite su ordinazione. Nel 1990 furono sviluppati due prototipi derivati dalla V1000EN10 denominati "Vortan" e "Vulcan" con cilindrata rispettivamente incrementata a 1.000 e 1.200 cm³, pneumatici radiali, sospensioni e freni più moderni, gestione digitale del motore. La "Vortan", costruita in esemplare unico, aveva telaio in alluminio e un look che anticipava per certi versi, sia pure in modo abbastanza vago, la Ducati Monster.
Nel settembre 2008, Mick Broom ha messo il marchio Hesketh in vendita. Nel 2010 la Hesketh è stata rilevata dall'imprenditore Paul Sleeman. La nuova gestione ha prodotto, nel 2012 e nel 2014 due modelli in edizione limitata: la V1000 Kingswood e la Hesketh 24. Entrambi sono dotati di un motore statunitense S&S, in quanto gli stampi del precedente bicilindrico Hesketh erano ormai andati perduti.